# Laokhowa Wildlife Sanctuary
Le Laokhowa Wildlife sanctuary (Lowkhowa Avayaranya) est une aire protégée située dans l'État de l'Assam en Inde. Ce Wildlife sanctuary s'étend sur 70 km2, sur la rive sud du Brahmapoutre, à 40 kilomètres en aval du Parc national de Kaziranga. À 30 kilomètres au nord-ouest, de l'autre côté du fleuve, se trouve le parc national d'Orang.
Il a été considéré comme la plus riche et diversifiée des aires protégées de l'Assam jusque dans les années 1980. En 1983, on y trouvait encore 70 rhinocéros indiens ; il semble qu'ils aient tous été braconnés à la fin des années 1980.